# Gigantes de Carolina 2024 (pallavolo maschile)
Questa voce raccoglie le informazioni riguardanti i Gigantes de Carolina nelle competizioni ufficiali della stagione 2024.

## Stagione
I Gigantes de Carolina partecipano al loro quindicesimo campionato di Liga de Voleibol Superior Masculino, terminando la regular season al quarto posto nella sezione Metro: vengono eliminati ai quarti di finale dei play-off scudetto, sconfitti dai Caribes de San Sebastián.

## Organigramma societario
Area direttiva
- Presidente: Jerry Orsini

Area tecnica
- Primo allenatore: Anthony Meléndez

## Rosa
| N° | Nome              | Ruolo | Data di nascita  | Nazionalità sportiva |
| -- | ----------------- | ----- | ---------------- | -------------------- |
| 2  | Sebastián Rivera  | C     | -                | Porto Rico           |
| 3  | Luis Pabón        | S     | 25 maggio 1995   | Porto Rico           |
| 4  | Jonathan Diedrich | S     | 14 maggio 2001   | Stati Uniti          |
| 4  | Jeffrey Menzel    | S     | 31 ottobre 1988  | Stati Uniti          |
| 5  | Gabriel Rosado    | P     | 20 ottobre 1995  | Porto Rico           |
| 6  | Richard Timm      | P     | 3 settembre 1999 | Porto Rico           |
| 7  | Kevin López       | S     | 24 aprile 1995   | Porto Rico           |
| 8  | Jan Solivan       | O     | 25 febbraio 1998 | Porto Rico           |
| 9  | Ángel Rodríguez   | P     | -                | Porto Rico           |
| 10 | Juan Vázquez      | O     | 23 gennaio 1991  | Porto Rico           |
| 11 | Jassiel Cruz      | C     | 9 maggio 1996    | Porto Rico           |
| 12 | Luis Bertrán      | L     | 22 agosto 1994   | Porto Rico           |
| 13 | Pedro Pastrana    | O     | -                | Porto Rico           |
| 14 | Derwyn Tapia      | C     | 21 dicembre 2001 | Porto Rico           |
| 15 | Jair Santiago     | O     | 24 agosto 1995   | Porto Rico           |
| 17 | Ismael Alomar     | C     | 28 giugno 1996   | Porto Rico           |
| 19 | Alexander Robles  | S     | 22 ottobre 1989  | Porto Rico           |
| 22 | Wilmer Hernández  | L     | 8 gennaio 2001   | Porto Rico           |

## Mercato
| Acquisti                               | Acquisti          | Acquisti                 | Acquisti   |
| R.                                     | Nome              | da                       | Modalità   |
| -------------------------------------- | ----------------- | ------------------------ | ---------- |
| C                                      | Ismael Alomar     | Caribes de San Sebastián | definitivo |
| L                                      | Luis Bertrán      | Changos de Naranjito     | definitivo |
| C                                      | Jassiel Cruz      | -                        | definitivo |
| S                                      | Jonathan Diedrich | Purdue Fort Wayne        | definitivo |
| L                                      | Wilmer Hernández  | Purdue Fort Wayne        | definitivo |
| S                                      | Kevin López       | Changos de Naranjito     | definitivo |
| S                                      | Luis Pabón        | -                        | definitivo |
| O                                      | Pedro Pastrana    | -                        | definitivo |
| C                                      | Sebastián Rivera  | -                        | definitivo |
| S                                      | Alexander Robles  | -                        | definitivo |
| P                                      | Gabriel Rosado    | Caribes de San Sebastián | definitivo |
| O                                      | Jair Santiago     | Caribes de San Sebastián | definitivo |
| C                                      | Derwyn Tapia      | -                        | definitivo |
| P                                      | Richard Timm      | -                        | definitivo |
| Trasferimenti nel corso della stagione |                   |                          |            |
| S                                      | Jeffrey Menzel    | -                        | definitivo |
| P                                      | Ángel Rodríguez   | -                        | definitivo |
| O                                      | Jan Solivan       | Indios de Mayagüez       | definitivo |
| O                                      | Juan Vázquez      | Changos de Naranjito     | definitivo |

| Cessioni | Cessioni          | Cessioni | Cessioni   |
| R. | Nome              | a        | Modalità   |
| --- | ----------------- | -------- | ---------- |
| Non sono avvenuti movimenti di mercato in uscita prima dell'annata perché la società non era attiva nella stagione precedente |                   |          |            |
| Trasferimenti nel corso della stagione                                                                                        |                   |          |            |
| S | Jonathan Diedrich | -        | svincolato |
| L | Wilmer Hernández  | -        | svincolato |

## Risultati

### LVSM

#### Regular season
| 2 agosto 2024 Coliseo Gelito Ortega, Naranjito              | Changos de Naranjito     | 3 - 0 | Gigantes de Carolina     | 25-23, 25-21, 26-24               |
| 8 agosto 2024 Coliseo Raúl "Pipote" Oliveras, Yauco         | Cafeteros de Yauco       | 3 - 1 | Gigantes de Carolina     | 25-14, 22-25, 25-21, 25-23        |
| 10 agosto 2024 Coliseo Carmen Zoraida Figueroa, Corozal     | Plataneros de Corozal    | 3 - 0 | Gigantes de Carolina     | 25-19, 25-19, 25-23               |
| 17 agosto 2024 Palacio de Recreación y Deportes, Mayagüez   | Indios de Mayagüez       | 1 - 3 | Gigantes de Carolina     | 25-22, 18-25, 21-25, 14-25        |
| 22 agosto 2024 Coliseo Guillermo Angulo, Carolina           | Gigantes de Carolina     | 2 - 3 | Plataneros de Corozal    | 23-25, 25-20, 22-25, 25-17, 9-15  |
| 25 agosto 2024 Coliseo Guillermo Angulo, Carolina           | Gigantes de Carolina     | 0 - 3 | Changos de Naranjito     | 22-25, 17-25, 22-25               |
| 29 agosto 2024 Coliseo Guillermo Angulo, Carolina           | Gigantes de Carolina     | 3 - 1 | Caribes de San Sebastián | 17-25, 25-23, 25-22, 25-13        |
| 5 settembre 2024 Coliseo Mario Morales, Guaynabo            | Mets de Guaynabo         | 3 - 0 | Gigantes de Carolina     | 25-19, 25-22, 25-15               |
| 8 settembre 2024 Coliseo Guillermo Angulo, Carolina         | Gigantes de Carolina     | 3 - 1 | Cafeteros de Yauco       | 19-25, 25-17, 25-22, 25-12        |
| 12 settembre 2024 Coliseo Guillermo Angulo, Carolina        | Gigantes de Carolina     | 3 - 1 | Gigantes de Adjuntas     | 25-23, 25-19, 21-25, 25-16        |
| 15 settembre 2024 Coliseo Guillermo Angulo, Carolina        | Gigantes de Carolina     | 3 - 0 | Indios de Mayagüez       | 25-19, 25-18, 25-19               |
| 19 settembre 2024 Coliseo Luis Aymat Cardona, San Sebastián | Caribes de San Sebastián | 3 - 0 | Gigantes de Carolina     | 25-19, 25-15, 27-25               |
| 22 settembre 2024 Coliseo Guillermo Angulo, Carolina        | Gigantes de Carolina     | 1 - 3 | Changos de Naranjito     | 22-25, 25-18, 23-25, 19-25        |
| 5 ottobre 2024 Coliseo Guillermo Angulo, Carolina           | Gigantes de Carolina     | 1 - 3 | Mets de Guaynabo         | 21-25, 25-16, 20-25, 19-25        |
| 10 ottobre 2024 Coliseo Mario Morales, Guaynabo             | Mets de Guaynabo         | 3 - 0 | Gigantes de Carolina     | 27-25, 25-21, 25-22               |
| 12 ottobre 2024 Coliseo Rafael Llull Pérez, Adjuntas        | Gigantes de Adjuntas     | 1 - 3 | Gigantes de Carolina     | 25-23, 17-25, 15-25, 18-25        |
| 15 ottobre 2024 Coliseo Guillermo Angulo, Carolina          | Gigantes de Carolina     | 3 - 0 | Mets de Guaynabo         | 26-24, 25-14, 25-21               |
| 17 ottobre 2024 Coliseo Gelito Ortega, Naranjito            | Changos de Naranjito     | 3 - 1 | Gigantes de Carolina     | 22-25, 25-21, 26-24, 25-21        |
| 19 ottobre 2024 Coliseo Guillermo Angulo, Carolina          | Gigantes de Carolina     | 2 - 3 | Plataneros de Corozal    | 24-26, 24-31, 33-31, 25-19, 22-24 |
| 20 ottobre 2024 Coliseo Guillermo Angulo, Carolina          | Plataneros de Corozal    | 2 - 3 | Gigantes de Carolina     | 25-17, 25-19, 26-28, 23-25, 9-15  |

#### Play-off
| Quarti di finale (gara 1) - 25 ottobre 2024 Coliseo Luis Aymat Cardona, San Sebastián | Caribes de San Sebastián | 3 - 0 | Gigantes de Carolina     | 25-19, 25-20, 25-17               |
| Quarti di finale (gara 2) - 27 ottobre 2024 Coliseo Guillermo Angulo, Carolina        | Gigantes de Carolina     | 2 - 3 | Caribes de San Sebastián | 19-25, 22-25, 25-22, 27-25, 10-15 |
| Quarti di finale (gara 3) - 29 ottobre 2024 Coliseo Luis Aymat Cardona, San Sebastián | Caribes de San Sebastián | 3 - 0 | Gigantes de Carolina     | 25-14, 25-23, 25-22               |

## Statistiche

### Statistiche di squadra
| Competizione | Punti | In casa | In casa | In casa | In trasferta | In trasferta | In trasferta | Totale | Totale | Totale |
| Competizione | Punti | G       | V       | P       | G            | V            | P            | G      | V      | P      |
| ------------ | ----- | ------- | ------- | ------- | ------------ | ------------ | ------------ | ------ | ------ | ------ |
| LVSM         | 25    | 11      | 5       | 6       | 12           | 3            | 9            | 23     | 8      | 15     |
| Totale       | -     | 11      | 5       | 6       | 12           | 3            | 9            | 23     | 8      | 15     |

G = partite giocate; V = partite vinte; P = partite perse

### Statistiche dei giocatori
Dati non disponibili.